# シカゴ・トリビューン
シカゴ・トリビューン（英語: The Chicago Tribune、1847年 - ）は、アメリカ合衆国の中西部における主要な新聞である。"World's Greatest Newspaper"と自称している（この頭文字を取った、WGNという自ら所有するテレビ・ラジオ局もシカゴにある）。
「シカゴ・トリビューン」とは、「シカゴの護民官」の意。

## 歴史
1847年に当時台頭してきたノー・ナッシング（Know Nothing）と呼ばれる外国人排斥運動の新聞として創刊された。創刊当時は定住外国人やカトリック教徒について批判的な姿勢をとり、外国人への恐怖に関する記事が紙面の多くを占めた。
創刊8年後にジョゼフ・メディルら6人がこの新聞を買収し、外国人への恐怖を与える内容は抑えられていく。しかしやがて禁酒運動に傾倒していく（プロテスタントは後から来た移民などと比べ飲酒を控える事が多い）。シカゴ市長のジョン・ウェントワースが2期目に突入したとき、市長はシカゴ・デモクラット（the Chicago Democrat）紙をジョゼフ・メディルに売却した。
アメリカ南北戦争の戦前および戦中には、ジョゼフ・メディルは奴隷解放政策を後押しし、エイブラハム・リンカーンを強く支持。1860年の大統領選挙に立候補するようリンカーンを説得したのは、メディルである。その後何年にもわたって、この新聞は共和党の政策に対して強い力を持ち続けた。メディルは1871年のシカゴ大火の後、シカゴ市長を1期務めた。
1930年には、当時禁酒法によってマフィアやギャングが街を牛耳っていたため、紙面で「民衆の敵」としてリストアップして非難した。民衆の敵ナンバー1はアル・カポネだった。
1947年にライノタイプを用い、シカゴ地元紙の印刷版型を制作していた印刷業者でストライキが起きると、シカゴ・トリビューンでは通常のタイプライターで元記事を作成し、これを撮影した写真を元に印刷版型の作成を行う手法を採用した。この手法ではライノタイプを用いる場合よりも、数時間早く元記事を提出しなければならない。その結果、1948年アメリカ合衆国大統領選挙について、実際の開票報告ではなく事前の世論調査と政治アナリストの意見に基づいて記事を執筆することとなり、共和党のトマス・デューイの勝利との誤報を出してしまい（民主党のハリー・S・トルーマンが勝利）、笑いものにされた。「デューイ、トルーマンを破る」と書かれたシカゴ・トリビューンを持って笑うトルーマンの写真が現存する。
それ以来この新聞は変化を遂げたとはいえ、共和党寄りの方針が基本となっている。
この新聞を所有するトリビューン・コーポレーションの傘下には、ロサンゼルスタイムズやボルティモア・サンなど10の新聞、野球チームのシカゴ・カブスがあり、また約20局の地方テレビ局を抱える。2006年までは、ワーナー・ブラザースとThe WBというテレビネットワークを運営していた。
またニューヨークデイリーニュースと提携している。2008年12月8日、発行元のトリビューンが前年の株式非公開化に伴う債務引受けを原因とする約130億ドルの債務の返済の見通しが立たず、連邦倒産法第11章の適用をデラウェア州の連邦倒産裁判所に申請した。（トリビューンはロサンゼルス・タイムズも発行していた。）

## 本社ビル
1925年から本社を構える「シカゴ・トリビューンタワー」は1922年、エリエル・サーリネン、ヴァルター・グロピウスらが参加した有名なデザインコンペの結果、レイモンド・フッドとジョン・ミード・ハウエルズのゴシック様式の案が選ばれて建設されたものである。
後にフッドは提携先であるニューヨークデイリーニュースの本社ビルも手掛けている。